# 그로세토 베이스볼 클럽
그로세토 베이스볼 클럽(Grosseto Baseball Club)는 이탈리안 베이스볼 리그의 프로 야구 팀이다. 이탈리아 그로세토를 연고로 하고 있다.